# Joseph (Le Journal d'une femme de chambre)
Pour les articles homonymes, voir Joseph.
Joseph est un personnage du roman français d'Octave Mirbeau, Le Journal d'une femme de chambre (1900). Il est le jardinier-cocher des Lanlaire, en fait leur homme à tout faire.

## Un antisémite au cerveau reptilien
Personnage extrêmement secret et « impénétrable », Joseph donne pourtant l'impression de n’avoir rien à cacher, et la femme de chambre Célestine ne trouve, dans sa chambre, aucun indice qui puisse l’aider à percer son mystère. Il passe pour un excellent serviteur, totalement dévoué à ses maîtres et solidaire de leur ordre social et de leur “morale”... en attendant de les cambrioler ! Seule sa démarche reptilienne laisse deviner une autre facette de sa personnalité.

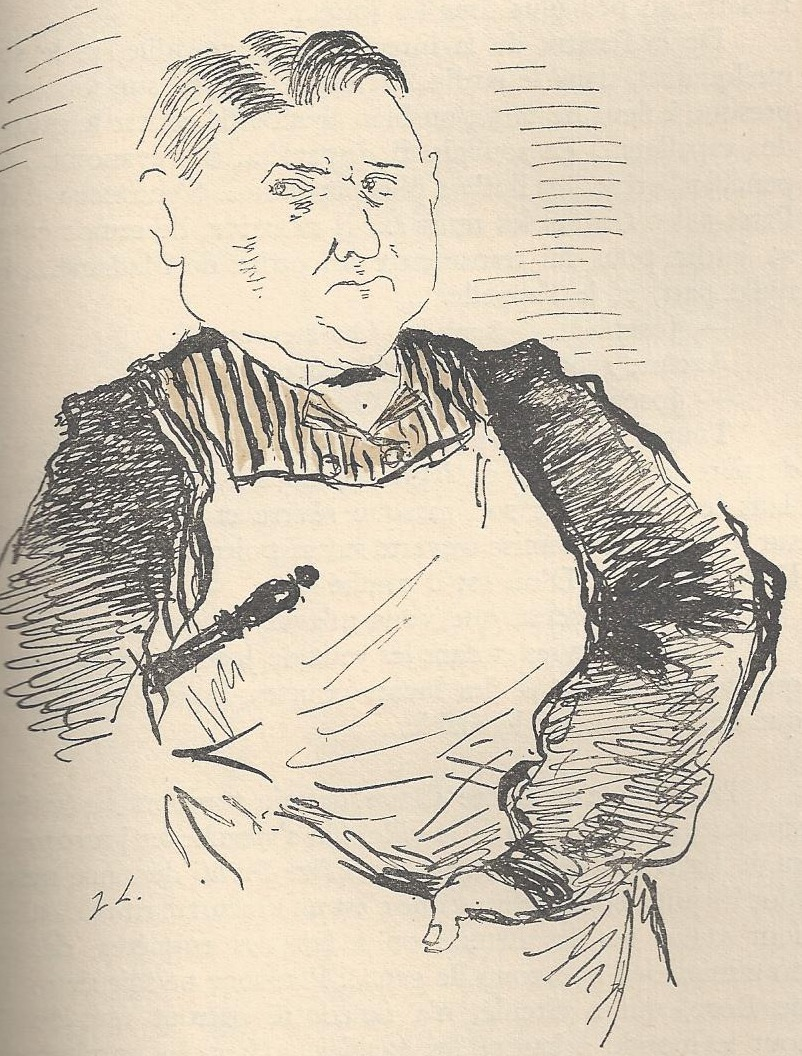
Joseph par Jean Launois, 1935

Joseph est engagé à fond dans l’affaire Dreyfus : « violemment antisémite » et nationaliste enragé, il participe activement à la campagne des anti-dreyfusards et accuse tous les dreyfusards en général, et « l’immonde Zola » en particulier, d’être des traîtres et des vendus. Mais il est difficile de savoir s’il croit un tant soit peu à ses propos délirants, ou si ce n’est qu’une couverture bien commode, car il y trouve bien son compte et, à la fin du roman, profite largement des beuveries des soiffards nationalistes dans le « petit café » de Cherbourg où il s’est installé avec Célestine, grâce au vol de la précieuse argenterie des Lanlaire.
Lors de son arrivée au Mesnil-Roy, Célestine est rebutée par les manières grossières de ce « rustre stupide » à la forte carrure et à la démarche lourde. Mais peu à peu elle se sent attirée par lui et fascinée par sa personnalité mystérieuse. De son côté, il s’humanise et trouve la soubrette à son goût, jugeant même que leurs deux âmes, c’est du pareil au même. Quand on découvre le cadavre éventré et violé de la petite Claire, elle se persuade que seul Joseph a pu perpétrer cet horrible crime, bien qu’aucune preuve ne vienne confirmer son intime conviction : elle connaît son « goût du sang » et l’a vu faire durer avec délectation l’atroce agonie d’un canard. Mais, loin d’en être dégoûtée, elle se dit carrément « empoignée » par cette idée : « un beau crime m’empoigne comme un beau mâle ». Elle finit par accepter d’épouser Joseph,  de le suivre à Cherbourg et d’aller « toujours où il [lui] dira d’aller… jusqu’au crime ». Avec ses économies et le produit de ses rapines, le paysan rustre au cou de taureau est désormais un notable et un bourgeois respecté.